# Patty Hearstová
Patty Hearstová, originálně Patty Hearst, celým jménem Patricia Campbell Hearst, (* 20. února 1954 San Francisco) je Američanka, vnučka vydavatele Williama Randolpha Hearsta, která byla v roce 1974 unesena členy organizace Symbionese Liberation Army, s níž později začala sama spolupracovat. Později u soudu prohlásila, že k tomu nedošlo z její vlastní vůle, ale po vyhrožování. Obhajoba poukazující na brainwashing a Stockholmský syndrom byla soudem odmítnuta a v roce 1976 byla Hearstová odsouzena za bankovní loupež na 35 let vězení. Trest byl později zmírněn na sedm let, podmínečně propuštěna byla zásahem Jimmy Cartera po 22 měsících, ale plná občanská práva jí byla navrácena až omilostněním Billa Clintona po dalších téměř 21 letech. Dva měsíce po propuštění se vdala za policistu pověřeného nad jejím dohledem.
Roku 1981 vydala knihu Every Secret Thing. V roce 1988 o ní režisér Paul Schrader natočil celovečerní hraný film. Rovněž o ní byly natočeny dokumentární snímky The Ordeal of Patty Hearst (1979) a Guerrilla: The Taking of Patty Hearst (2004). Ona sama hrála v několika filmech, například Cry-Baby (1990), Cecil B. DeMented (2000) a A Dirty Shame (2004). Její dcerou je modelka Lydia Hearst.